# يزيد بن ثبيط العبدي
يزيد بن ثبيت العبدي البصري كان من أصحاب الحسين بن علي الذي استشهد في معركة كربلاء.

## النسب
ويزيد بن ثبيت من قبيلة عبد القيس بالبصرة.

## الانضمام إلى الحسين بن علي
وعندما وصلت رسالة الحسين بن علي إلى البصرة يدعو الناس لمساعدته، قرر يزيد الانضمام إلى قافلة الحسين. وأعلن ذلك في لقاء عُقد في بيت مارية بنت منقذ، حضره عدد من شيعة البصرة. كان له عشرة أبناء، لكن اثنين منهم فقط شاركا في معركة كربلاء، وهما عبد الله وعبيد الله. وانضم إليه أيضًا عامر بن مسلم العبدي وخادمه سالم وسيف بن مالك العبدي وأدهم بن أمية العبدي. والتقوا بقافلة الحسين في أبطح قرب مكة، ونصبوا خيمتهم هناك. عندما سمع الحسين بن علي بقدوم يزيد بن ثابت ذهب إلى خيمة يزيد للقائه، لكن يزيد ذهب لرؤية الحسين. وبقي الحسين في خيمة يزيد ينتظر عودته. ولما وصل يزيد إلى خيمة الحسين قيل له: إن الحسين قد خرج للقائه. فلما رجع إلى خيمته ورأى الحسين تلا هذه الآية: {قُلْ بِفَضْلِ اللهِ وَبِرَحْمَتِهِ فَبِذَلِكَ فَلْيَفْرَحُوا}. ثم سلَّم على الحسين بن علي وأخبره بالذي كان. فدعا له الحسين ثم انضما إلى قافلة الحسين.

## في يوم عاشوراء
استشهد يزيد وولداه يوم عاشوراء. وقد ذُكر هو وأبناؤه في زيارة الشهداء: "السلام على يزيد بن ثبيط القيسي، السلام على عبد الله وعبيد الله ابني يزيد بن ثابت القيسي".